# Chronologie starověkého Egypta
Chronologie starověkého Egypta je věda, jejímž předmětem je datování historických událostí starověkého Egypta.
Vytvoření spolehlivé chronologie je velmi obtížný problém. Většina egyptologů se shodne na hrubých obrysech členění historie Egypta, v detailech se však liší. Příčinou je nejednotnost starověkých Egypťanů v datování svých historických událostí a někdy i snahy panovníků upravit historii ve svůj prospěch. Dalším problémem je tzv. spoluvláda, kdy vládli současně dva panovníci. To umožňovalo nenásilné předání vlády. Systém datování koregencí se pravděpodobně v jednotlivých obdobích lišil.
Moderní chronologie egyptských dějin kombinuje tři základní přístupy:
- relativní metoda datování (stratigrafie, datování na základě používané keramiky zavedené Williamem Flindersem Petriem, typologie dřevěných rakví Harco Williemse)
- absolutní chronologie, založená na kalendářních a astronomických záznamech a záznamech v písemných památkách (stavební nápisy, skalní nápisy, ostraka, nápisy v hrobkách)
- datování založené na fyzikálních a chemických postupech (radiokarbonová metoda datování, datování pomocí termoluminiscence, optické luminiscence, metoda ESR)

## Datování událostí ve starověkém Egyptě
V historických textech je užíváno datování podle roku panování faraona nebo podle roku sčítání dobytka. Sčítání dobytka se provádělo v některých obdobích jednou za dva roky, někdy každý rok. Ustálilo se pravděpodobně až během 6. dynastie, kdy se stalo každoročním.

## Seznamy králů
Z důvodu užívání datování podle let od nástupu vládnoucího faraona na trůn v záznamech starověkých písařů je důležité mít co nejpřesnější seznam králů. Egyptologové mají k dispozici několik seznamů králů. Jsou to hlavně: výpisky z Manehtova díla Aegyptiaka, Palermská deska, Turínský královský papyrus, Abydoský královský seznam, Karnacký královský seznam a Sakkárský královský seznam. Tyto seznamy se však liší, v některých byla vynechána jména panovníků nebo celých dynastií, protože je autoři nepovažovali za legitimní vládce.
- Manehto ve svém díle Aegyptiaka rozdělil chronologii Egypta do 30. dynastií a toto dělení se víceméně používá dodnes. Čerpal ze starších seznamů jako je například Palermská deska. Jeho dílo se však zachovalo pouze ve výpiscích pozdějších historiků (Iosepha Flavia, Africana, Eusebia a Syncella), kteří si jeho údaje případně upravili, aby je přizpůsobili biblické chronologii.
- Palermská deska vznikla v období 5. dynastie. Obsahuje seznam panovníků až k mytickým prehistorickým panovníkům. Z původní desky se však zachovala pouze malá část.
- Turínský královský papyrus je staroegyptský papyrus obsahující nejúplnější a relativně nejpřesnější seznam panovníků. Během přepravy do Evropy se papyrus rozpadl na malé fragmenty a jeho původní podobu se přes veškerou snahu doposud nepodařilo rekonstruovat.
- Abydoský královský seznam je vytesán na stěně jednoho z chrámů v Abydu vybudovaném Sethim I. a dokončeném Ramessem II. Seznam obsahuje jména celkem 76 králů v nepřetržitém sledu a bez jakýchkoli dalších údajů. Jména řady králů jsou vypuštěna (např. po panovnících 12. dynastie následují králové 18.dynastie).
- Karnacký královský seznam byl součástí výzdoby chrámu v Karnaku. Vznikl v první polovině samostatné vlády Thutmose III. a uvádí i panovníky Prvního a Druhého přechodného období, kteří jsou v ostatních seznamech vynecháni.
- Sakkárský královský seznam je zapsán na papyru nalezeném v hrobce v Sakkáře. Vznikl v době Ramesse II. a stejně jako v ostatních seznamech jsou některá jména vynechána.

Dalšími zdroji jmen faraonů jsou skalní nápisy, např. seznam ve vápencovém lomu ve Vádí Hammámat.
Problémem těchto seznamů je královská titulatura, kdy faraon používal více jmen. V období Střední říše měl každý faraon až pět jmen (Horovo jméno, jméno Obě paní, jméno Zlatý Hor, jméno nisut-bitej, a osobní jméno Syn Reův). U některých faraonů, hlavně z počátku historického období starověkého Egypta, neznáme všechna jejich jména. To vede k nejednotnosti, kdy jsou někteří panovníci z různých seznamů ztotožňováni. Také jsou v těchto seznamech někteří panovníci vynecháváni, protože nebyli zapisovateli považováni za právoplatné vládce.

## Relativní chronologie
William Flinders Petrie si při svých vykopávkách v Egyptě na začátku 20. století všiml, že nalezená keramika se v různých místech a vrstvách liší. Navrhl ji tedy rozdělit podle tvaru a výzdoby do několik po sobě následujících stupňů. Měla se vyvíjet od nejstarších kulovitých nádob s ostře formovanými funkčními uchy, z nichž se postupně vyvinuly nádoby se zvlněnými držadly, k nádobám válcovitého tvaru s pouze dekorativními držadly. Toto jeho rozdělení je do dnešní doby s malými úpravami platné a umožňuje relativní datování počátečního období starověkého Egypta, ze kterého je velmi málo písemných památek.
Jeho metoda začala být používána i na jiné předměty, např. na dřevěné rakve ze Střední říše. Tuto metodu rozvinul Harco Williems a zpřesnila datování tohoto období.

## Absolutní chronologie

### Využití heliakického východu Síria
Sluneční rok začínal ve starém Egyptě heliakickým východem Siria. Staroegyptský civilní rok měl 365 dní, a proto se oproti slunečnímu roku za každé čtyři roky opozdil o jeden den.
Ranní východ Siria a ranní východ slunce se tak shodoval pouze jednou za 1456 let. K této události došlo v roce 139 n. l., kdy byla tato událost oslavena ražením speciálních mincí v Alexandrii. Předchozí synchronizace těchto dvou východů nastala v letech 1321 – 1317 př. n .l. a v letech 2781 – 2777 př. n. l. Za použití těchto znalostí a několika známých údajů o východu hvězdy Sirius z písemných památek z doby Senusreta III. a Amenhotepa I. se podařilo zjistit, že 7. rok vlády Senusreta III. je rok 1872 př. n. l. a 9. rok vlády Amenhotepa I. je rok 1541 př. n. l.
Toto datování však může být ovlivněno místem, kde byl východ Síria pozorován, a proto tyto údaje nemusí být přesné. Rozdíly v možných chronologiích však tvoří maximálně několik desetiletí.

### Využití zatmění
Prstencové zatmění umožňuje přesné datování vlády faraona Merenptaha.

### Synchronismus s jinými chronologiemi
Při tvorbě staroegyptské chronologie je výhodné využít chronologii sousedních národů, hlavně Asyrské a Babylonské říše. Nejstarší letopočet, který lze takto určit je ze 14. století př. n. l. z amarnského období, ze kterého máme množství diplomatické korespondence mezi egyptskými faraony Amenhotepem III. a Achnatonem, a různými panovníky z oblasti Levanty.

## Radiokarbonové datování a datování pomocí termolumiscence
Radiokarbonové datování je založeno na měření množství radioaktivního nuklidu uhlíku 14C v původně živých objektech. Tato metoda poskytuje pouze přibližné stáří s chybou v rozmezí desítek až stovek let. Tuto metodu lze zpřesnit pomocí dendrochronologické křivky, která umožňuje upřesnit stáří na kalendářní roky. Přesto například datování výbuchu sopky na ostrově Santorini může zpochybnit tradiční chronologii Egypta.
Datování pomocí termoluminiscence je možná u předmětů, které byly vypáleny nebo prošly prudkým žárem. Zkoumaný předmět se určitým způsobem rozžhaví a následně se měří emise záření, kterou vydává. Intenzita vyzařování závisí na době, která uplynula mezi dvěma vypáleními. Tato metoda však také určuje stáří předmětu s chybou v rozmezí desítek až stovek let.

## Některé chronologické tabulky
| Historické období    | James Henry Breasted (1906) | Data na stránkách ČEgÚ          | Data v publikaci Ian Shaw (2000): Dějiny starověkého Egypta |
| Předdynastická doba  |                             | 5000 - 3100 př. n. l.           | 5300 - 3000 př. n. l.                                       |
| Archaická doba       | 3400 - 2980 př. n. l.       | 3100 - 2740 př. n. l.           | 3000 - 2686 př. n. l.                                       |
| Stará říše           | 2980 - 2475 př. n. l.       | 2740 - 2186/2198 př. n. l.      | 2686 - 2125 př. n. l.                                       |
| První přechodná doba | 2475 - 2160 př. n. l.       | 2168/2198 - 2008 př. n. l.      | 2160 - 2055 př. n. l.                                       |
| Střední říše         | 2160 - 1788 př. n. l.       | 2008 - 1759 př. n. l.           | 2055 - 1650 př. n. l.                                       |
| Druhá přechodná doba | 1780 - 1580 př. n. l.       | 1759 - 1539/1530 př. n. l.      | 1650 - 1550 př. n. l.                                       |
| Nová říše            | 1580 - 1090 př. n. l.       | 1539/1530 - 1076/1070 př. n. l. | 1550 - 1069 př. n. l.                                       |
| Třetí přechodná doba | 1090 - 663 př. n. l.        | 1076/1070 - 715 př. n. l.       | 1069 - 664 př. n. l.                                        |
| Pozdní doba          | 663 - 332 př. n. l.         | 715 - 332 př. n. l.             | 664 - 332 př. n. l.                                         |
| Ptolemaiovská doba   |                             | 332 - 30 př. n. l.              | 332 - 30 př. n. l.                                          |
| Římská doba          |                             | 30 př. n. l. - 313 n. l..       | 30 př. n. l. - 395 n. l..                                   |

Z tabulky je patrné, že egyptologové se shodují v podstatě až na datu 332 př. n. l., kdy Egypt získal Alexandr Makedonský. V ČEgÚ končí Římská doba rokem 313 n. l., kdy císař Konstantin I. Veliký vydal Edikt milánský, kterým zrovnoprávnil křesťanství. U I. Shawa končí Římská doba rokem 395 n. l., kdy došlo k rozdělení Římské říše a Egypt připadl nově vzniklé Východořímské říši.

## Alternativní chronologie
Existují také všeobecně nepřijímané alternativní chronologie jako je například glasgowská či ta, kterou propaguje egyptolog David Rohl, která posouvá starý Egypt ještě více do současnosti.